# Jodłownik (gemeente)

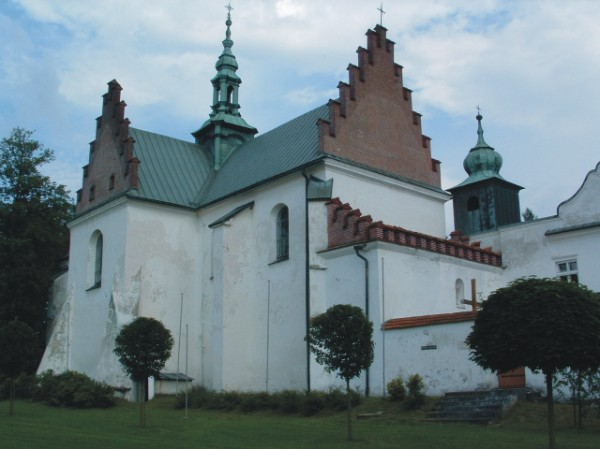
Szczyrzycklooster

De gemeente Jodłownik is een landgemeente in het Poolse woiwodschap Klein-Polen, in powiat Limanowski.
De zetel van de gemeente is in Jodłownik.
Op 30 juni 2004 telde de gemeente 8052 inwoners.

## Oppervlakte gegevens
In 2002 bedroeg de totale oppervlakte van gemeente Jodłownik 72,43 km², waarvan:
- agrarisch gebied: 72%
- bossen: 23%

De gemeente beslaat 7,61% van de totale oppervlakte van de powiat.

## Demografie
Stand op 30 juni 2004:
| Omschrijving                   | Totaal | Totaal | Vrouwen | Vrouwen | Mannen | Mannen |
| ------------------------------ | ------ | ------ | ------- | ------- | ------ | ------ |
| eenheid                        | aantal | %      | aantal  | %       | aantal | %      |
| inwoners                       | 8052   | 100    | 4030    | 50      | 4022   | 50     |
| bevolkingsdichtheid (inw./km²) | 111,2  | 111,2  | 55,6    | 55,6    | 55,5   | 55,5   |

In 2002 bedroeg het gemiddelde inkomen per inwoner 1361,71 zł.

## Administratieve plaatsen (sołectwo)
Jodłownik, Góra Świętego Jana, Janowice, Kostrza, Krasne-Lasocice, Mstów, Pogorzany, Sadek, Słupia, Szczyrzyc, Szyk, Wilkowisko.

## Aangrenzende gemeenten
Dobra, Limanowa, Łapanów, Raciechowice, Tymbark, Wiśniowa